# Landesecho – Zeitschrift der Deutschen in der Tschechischen Republik
Das Landesecho (Eigenschreibweise: LandesEcho) ist die einzige in Tschechien erscheinende deutschsprachige Zeitschrift und das Organ der Landesversammlung der deutschen Vereine in der Tschechischen Republik, der Dachorganisation regionaler und örtlicher Verbände der deutschen Minderheit in Tschechien. Die seit 1994 von der Landesversammlung zuvor herausgegebene Landeszeitung erschien ab 2014 als Landesecho.
Das Landesecho wird vom deutschen Institut für Auslandsbeziehungen und vom tschechischen Kulturministerium, einem Teil der Regierung Tschechiens, finanziell unterstützt.
Das Landesecho erscheint monatlich in kleiner Auflage mit einem Umfang von 32 Seiten.